# Bèuchastèu
Beauchastel és un municipi francès situat al departament de l'Ardecha i a la regió d'Alvèrnia-Roine-Alps. L'any 2007 tenia 1.709 habitants.

## Demografia

### Població
El 2007 la població de fet de Beauchastel era de 1.709 persones. Hi havia 645 famílies de les quals 183 eren unipersonals (83 homes vivint sols i 100 dones vivint soles), 212 parelles sense fills, 204 parelles amb fills i 46 famílies monoparentals amb fills.
La població ha evolucionat segons el següent gràfic:
Habitants censats

### Habitatges
El 2007 hi havia 784 habitatges, 672 eren l'habitatge principal de la família, 32 eren segones residències i 80 estaven desocupats. 679 eren cases i 105 eren apartaments. Dels 672 habitatges principals, 484 estaven ocupats pels seus propietaris, 181 estaven llogats i ocupats pels llogaters i 6 estaven cedits a títol gratuït; 5 tenien una cambra, 31 en tenien dues, 102 en tenien tres, 208 en tenien quatre i 325 en tenien cinc o més. 500 habitatges disposaven pel capbaix d'una plaça de pàrquing. A 299 habitatges hi havia un automòbil i a 295 n'hi havia dos o més.

### Piràmide de població
La piràmide de població per edats i sexe el 2009 era:
| Homes | Edats   | Dones |
| ----- | ------- | ----- |
| 0     | 95 o +  | 0     |
| 0     | 90 a 94 | 4     |
| 4     | 85 a 89 | 28    |
| 8     | 80 a 84 | 16    |
| 20    | 75 a 79 | 32    |
| 28    | 70 a 74 | 24    |
| 64    | 65 a 69 | 60    |
| 52    | 60 a 64 | 60    |
| 48    | 55 a 59 | 56    |
| 56    | 50 a 54 | 68    |
| 48    | 45 a 49 | 40    |
| 52    | 40 a 44 | 36    |
| 76    | 35 a 39 | 64    |
| 68    | 30 a 34 | 60    |
| 68    | 25 a 29 | 56    |
| 40    | 20 a 24 | 20    |
| 24    | 15 a 19 | 36    |
| 32    | 10 a 14 | 24    |
| 40    | 5 a 9   | 72    |
| 32    | 0 a 4   | 40    |

## Economia
El 2007 la població en edat de treballar era de 1.039 persones, 762 eren actives i 277 eren inactives. De les 762 persones actives 694 estaven ocupades (372 homes i 322 dones) i 67 estaven aturades (30 homes i 37 dones). De les 277 persones inactives 119 estaven jubilades, 85 estaven estudiant i 73 estaven classificades com a «altres inactius».

### Ingressos
El 2009 a Beauchastel hi havia 644 unitats fiscals que integraven 1.547,5 persones, la mediana anual d'ingressos fiscals per persona era de 17.359 €.

### Activitats econòmiques
Dels 54 establiments que hi havia el 2007, 4 eren d'empreses extractives, 1 d'una empresa alimentària, 1 d'una empresa de fabricació de material elèctric, 3 d'empreses de fabricació d'altres productes industrials, 13 d'empreses de construcció, 14 d'empreses de comerç i reparació d'automòbils, 2 d'empreses de transport, 3 d'empreses d'hostatgeria i restauració, 1 d'una empresa d'informació i comunicació, 6 d'empreses de serveis, 2 d'entitats de l'administració pública i 4 d'empreses classificades com a «altres activitats de serveis».
Dels 17 establiments de servei als particulars que hi havia el 2009, 1 era una oficina de correu, 2 tallers de reparació d'automòbils i de material agrícola, 1 paleta, 1 guixaire pintor, 5 fusteries, 5 lampisteries, 1 perruqueria i 1 restaurant.
Dels 3 establiments comercials que hi havia el 2009, 1 era una botiga de menys de 120 m² i 2 botigues de mobles.
L'any 2000 a Beauchastel hi havia 9 explotacions agrícoles.

## Equipaments sanitaris i escolars
L'únic equipament sanitari que hi havia el 2009 era una farmàcia.
El 2009 hi havia 1 escola maternal i 1 escola elemental.

## Poblacions més properes
El següent diagrama mostra les poblacions més properes.